# Notsodipus blackall
Notsodipus blackall är en spindelart som beskrevs av Norman I. Platnick 2000. Notsodipus blackall ingår i släktet Notsodipus och familjen Lamponidae.
Artens utbredningsområde är Queensland. Inga underarter finns listade i Catalogue of Life.